# Andrea Tartaro
Andrea Tartaro (Napoli, 6 febbraio 2001) è un pallanuotista italiano, difensore dell'Olympic Roma.

## Palmarès

### Nazionale
- Mondiali giovanili

Kuwait 2019: 
Praga 2021: 